# 가미나가야역
가미나가야역(일본어: 上永谷駅、かみながやえき)은 일본 가나가와현 요코하마시 고난구에 있는 철도역이다. 역 번호는 B09이다. 요코하마 시영 지하철의 가미나가야 차량기지에 연결되어, 승무원 교체가 있는 거점역이다.

## 타는 곳
| 1 | ■ 블루 라인 | 도쓰카・쇼난다이 방면 (이 역에서부터 운행을 시작하는 열차)                                   |
| 2 | ■ 블루 라인 | 도쓰카·쇼난다이 방면                                                                         |
| 3 | ■ 블루 라인 | 가미오오카・간나이・요코하마・신요코하마・아자미노 방면 (이 역에서부터 운행을 시작하는 열차) |
| 4 | ■ 블루 라인 | 가미오오카・간나이・요코하마・신요코하마・아자미노 방면                                      |

## 역사
- 1976년 9월 4일: 영업 개시.
- 1983년 11월: 현재의 1번 출입구를 설치함.
- 1985년 3월 14일: 이 역부터 마이오카 역까지 연장 개통함.
- 1998년 3월 30일: 엘리베이터 사용 개시.
- 2006년 9월 4일: 2번 출입구 보수 공사 실시.
- 2007년
  - 3월 16일: 상기 공사 완료.
  - 7월 21일: 스크린도어 설치.

## 인접역
| 요코하마 시 교통국 ■ 지하철 1호선(블루 라인) | 요코하마 시 교통국 ■ 지하철 1호선(블루 라인) | 요코하마 시 교통국 ■ 지하철 1호선(블루 라인) |
| -------------------------------------------- | -------------------------------------------- | -------------------------------------------- |
| B08 시모나가야 쇼난다이 방면                 |                                              | 고난추오 B10 아자미노 방면                   |